# Nikita Alexandrovič Romanov
Nikita Alexandrovič Romanov (17. ledna 1900, Petrohrad – 12. září 1974, Cannes) byl ruský princ.

## Život
Narodil se 17. ledna 1900 jako syn velkoknížete Alexandra Michajloviče a velkokněžny Xenie Alexandrovny.
Během dětství často cestoval se svými rodiči po Evropě. Princovým oblíbeným místem bylo krymské panství Aj-Todor. Během první světové války studoval v Sevastopolském námořním kadetském sboru.
Po Říjnové revoluci byl spolu a dalšími Romanovci držen v domácím vězení na panství Ďulber na Krymu. Poté byli odvezeni britskou lodí.
První roky emigrace strávil v Paříži. Zde bydlel u své sestry princezny Iriny Alexandrovny. Studoval na Oxfordské univerzitě a byl aktivním účastníkem monarchistického hnutí.
Dne 19. února 1922 se oženil s hraběnkou Marií Illarionovnou Voroncovou-Daškovou, s dcerou hraběte Illariona Illarionoviče Voroncova-Daškova. Měli spolu dvě děti:
- princ Nikita (1923–2007)
- princ Alexandr (1929–2002)

Roku 1930 se stal náčelníkem sboru careviče Alexije Nikolajeviče. Tato polovojenská střední škola pro chlapce-emigranty se nacházela ve Versailles.
Na začátku druhé světové války odešla rodina do Říma a poté do Československa. Následně odešli do Paříže.
Roku 1946 se Nikita s rodinou přestěhovali do USA, kde svého času vyučoval ruštinu na vojenské škole v Monterey, poté žil v New Yorku, kde pracoval v bankách a úřadech. Po celý svůj život nikdy nedostal občanství v žádné zemi na světě a navždy zůstal občanem Ruska.
Po smrti jeho matky se usadil na jihu Francie.
Zemřel 12. září 1974 v Cannes.

## Nástupnictví
Po smrti velkoknížete Nikolaje Nikolajeviče Romanova roku 1929 byl považován za potenciálního následníka trůnu.
Nikita uznal následnictví a jako hlavu rodiny velkoknížete Kirilla Vladimirovič, avšak později uznání odvolal. Podle Nikity velkokníže Kirill nenásledoval ideály ruské pravoslavné monarchie, a proto v oficiálně zaslaném dopise opustil jeho podřízenost. Velkokníže mu zaslal dopis, ve kterém ho vyloučil z carské rodiny.
Nikita odmítl uznat práva nástupnictví svého bratrance z druhého kolene Vladimira Kirilloviče.